# Chāleh Kand
Chāleh Kand (persiska: چاله كند, چالاكَند) är en ort i Iran.   Den ligger i provinsen Hamadan, i den nordvästra delen av landet, 290 km väster om huvudstaden Teheran. Chāleh Kand ligger 2 047 meter över havet och antalet invånare är 384.
Terrängen runt Chāleh Kand är platt åt nordost, men åt sydväst är den kuperad.Runt Chāleh Kand är det ganska tätbefolkat, med 75 invånare per kvadratkilometer. Närmaste större samhälle är Khabar Arkhī, 10,0 km norr om Chāleh Kand. Trakten runt Chāleh Kand består i huvudsak av gräsmarker.